# Crateroscelis nigrorufa
Crateroscelis nigrorufa là một loài chim trong họ Acanthizidae.